# Sliver (canção)
"Sliver" é uma canção da banda grunge Nirvana. Foi originalmente lançada como single, num compacto, em 1990 pela gravadora Sub Pop. Posteriormente, foi inclusa na coletânea de raridades da banda, Incesticide, lançada em 1992, e, para promoção deste lançamento, a canção foi relançada como single radiofônico e videoclipe em 1993.

## Gravação e composição
No dia 11 de abril de 1990, a banda Tad gravava no Reciprocal Recording com o produtor Jack Endino, quando Jonathan Poneman, diretor da Sub Pop, querendo aproveitar que o Nirvana estava na cidade, ligou para Endino pedindo que cedessem um tempo para que o Nirvana gravasse a canção de seu próximo single. Tad Doyle, o vocalista da banda Tad, não gostou da ideia, ao que disse: "essa é a nossa vez [no estúdio], estamos tentando gravar alguma coisa aqui!". Mas Endino o convenceu ao dizer: "vocês podem ir comer, tenho certeza de que faremos tudo em uma hora!". Assim, usando o equipamento do Tad devidamente ajustado, o Nirvana, que no dia contava com Dan Peters do Mudhoney na bateria, gravou duas tomadas de "Sliver" em uma hora. No dia 24 de julho, Cobain retornou ao estúdio para gravar os vocais finais.
Para o lado-B a banda escolheu "Dive", que fora gravada dias antes, nos Smart Studios, com o produtor Butch Vig, numa sessão para o que, então, seria o segundo álbum do Nirvana pela Sub Pop.

## Lançamento e recepção
O single "Sliver" foi lançado nos EUA em disco vinil de 7 polegadas (compacto), em setembro 1990, pela gravadora Sub Pop, inicialmente prensado em vinil azul.
Posteriormente, foi lançado no Reino Unido e alcançou o número 90 nas paradas britânicas (UK Singles Chart). 
A canção foi relançada no fim de 1992 para promover o lançamento da coletânea Incesticide, e alcançou a posição 19 nas paradas dos EUA (US Modern Rock Tracks) no começo de 1993. "Sliver" entrou novamente nas paradas britânicas (UK Singles Chart), em dezembro de 1992, na posição de número 77, quando da inclusão da canção no Incesticide.
Na versão original do compacto, depois do término da canção há uma gravação telefônica entre Krist Novoselic e Jonathan Poneman, removida quando relançada na coletânea Incesticide.
O biógrafo do Nirvana, Everett True, escreveu uma resenha favorável na revista Melody Maker, afirmando, dentre outras coisas que "a única razão de este não ser o 'Single da Semana' é porque três outros singles ainda mais marcantes foram lançados nesta semana".

## Videoclipe
Um videoclipe foi feito para "Sliver" para promover o álbum Incesticide, em março de 1993. Dirigido por Kevin Kerslake, o vídeo começa com a filha de Kurt Cobain, Frances Been Cobain - à época ainda um bebê - dançando ao som da introdução de baixo da canção, e a banda numa sala pequena, apertada e suja tocando os instrumentos. Kurt Cobain canta para a câmera e seus movimentos mudam com a música, com Krist Novoselic e Dave Grohl (embora este não tenha participado das sessões de gravação da canção) no fundo da sala. Entre as tomadas, há cenas da bebê e de um macaco de brinquedo - o Zequinha, do desenho Speed Racer -, que Kurt Cobain ganhara de presente da banda Shonen Knife.

## Faixas

### Compacto original lançado pela Sub Pop
A. "Sliver"
B. "Dive"